# Susan Olsen (Schauspielerin, 1961)

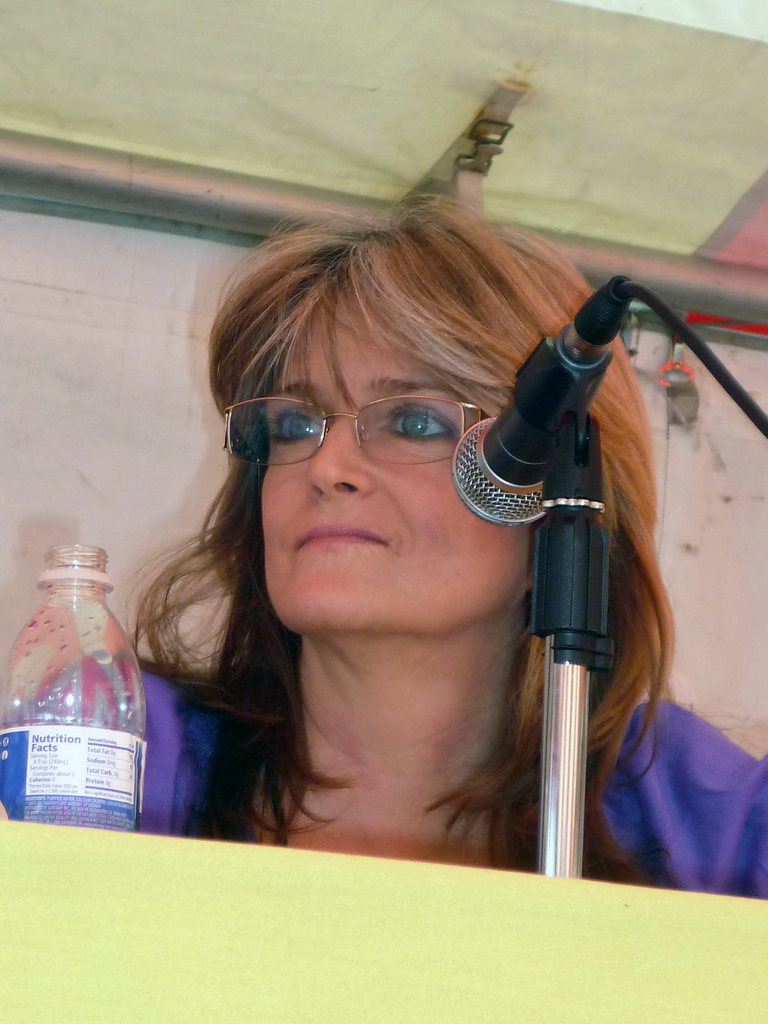
Susan Olsen (2009)

Susan Olsen (* 14. August 1961 in  Santa Monica, Kalifornien) ist eine US-amerikanische Schauspielerin.

## Leben und Karriere
Olsen wurde in Santa Monica geboren, als jüngste von vier Kindern, mit zwei älteren Brüdern Larry und Christopher Olsen und einer Schwester Diane. Susan Olsen spielte in der Serie Drei Mädchen und drei Jungen (The Brady Bunch) eine tragende Rolle als jüngste Tochter Cindy Brady.
Ihr Bruder Christopher war auch ein Kinderdarsteller, bekannt für seine Rolle als Hank McKenna, der Sohn des Hauptdarstellers James Stewart, in Der Mann, der zuviel wusste (The Man Who Knew Too Much).

## Filmografie (Auswahl)
- 1968: Der Chef (Ironside, Fernsehserie, 1 Episode)
- 1968: Julia (Fernsehserie, 1 Episode)
- 1969: Immer Ärger mit den Mädchen (The Trouble with Girls)
- 1968–1969: Rauchende Colts (Gunsmoke, Fernsehserie, 2 Episoden)
- 1969–1974: Drei Mädchen und drei Jungen (The Brady Bunch, Fernsehserie, 117 Episoden)
- 1970: The Boy Who Stole the Elephant (Fernsehfilm)
- 1970: Disney-Land (Fernsehserie, 2 Episoden)
- 1972: The Brady Bunch Meets ABC’s Saturday Superstars (Fernsehfilm)
- 1972–1973: The Brady Kids (Fernsehserie, 22 Episoden, Sprechrolle)
- 1976–1977: The Brady Bunch Variety Hour (Fernsehserie, 9 Episoden)
- 1981: The Brady Girls Get Married (Fernsehfilm)
- 1990: The Bradys (Fernsehserie, 5 Episoden)
- 1999: Pacific Blue – Die Strandpolizei (Pacific Blue, Fernsehserie, 1 Episode)
- 2009: Zombo (Kurzfilm)
- 2010: Schatten der Leidenschaft (The Young and the Restless, Fernsehserie, 2 Episoden)
- 2012: A Halloween Puppy (Fernsehfilm)
- 2013: Holiday Road Trip (Fernsehfilm)
- 2013–2016: Child of the '70s (Fernsehserie, 10 Episoden)
- 2015: Mama Claus, Deck the Halls with Guts
- 2019: Zoinks! (Kurzfilm)
- 2021: Blending Christmas (Fernsehfilm)